# União das Indústrias Militares
A União das Indústrias Militares (em castelhano: Unión de Industrias Militares, UIM) é o complexo militar-industrial estatal de Cuba. Fundada em 22 de dezembro de 1988, é responsável pela reparação do armamento e tecnologia das unidades terrestres, aéreas e navais das Forças Armadas Revolucionárias Cubanas (FAR) bem como pela produção de armas ligeiras para a infantaria, munições, minas e outros equipamentos. A UIM também dedica parte de sua capacidade de produção e serviços para atender outras necessidades da economia cubana.

## História
O grupo tem suas origens na década de 1960 com a criação das Empresas Militares Industriales (EMI, em português: Empresas Industriais Militares) após a Revolução Cubana. O grupo inicialmente operou bases de reparos em nome do exército. Ao longo da Guerra Fria, a indústria militar produziu equipamentos sob licença e supervisionou a manutenção dos equipamentos, muitos dos quais haviam sido transferidos da União Soviética.
Após o fim da Guerra Fria, durante o período especial de dificuldades económicas da década de 1990, a UIM recebeu a nova responsabilidade de "contribuir para o desenvolvimento económico do país e o autofinanciamento das forças armadas". Assim, foram dadas ordens para converter parte da indústria para necessidades civis, com destaque para cortes, frutas e outros alimentos. Em 1996, cerca de 30% das responsabilidades do UIM recaíam sobre o sector civil.

## Instalações
A UIM é constituída por doze empresas industriais militares, sete centros de pesquisa e desenvolvimento e dois centros de serviços científicos e tecnológicos distribuídos por todo o território nacional. Operando a partir de dezesseis instalações industriais, aproximadamente 230 fábricas e empresas estão envolvidas no total

## Produtos
- Fuzil antimaterial Mambí AMR
- Fuzil de precisão Alejandro
- Veículo de ataque rápido Fiero